# Lessepsovská migrace
Lessepsovská migrace je označení pro rozšiřování mořských organismů mezi Středozemním mořem a Rudým mořem přes Suezský průplav dostavěný Ferdinandem de Lessepsem v roce 1869. Jedná se především o invazi rudomořských organismů, které si pomocí umělého průplavu rozšiřují svůj areál do Středozemního moře, kde jsou nepůvodní druh.
Značná jednosměrnost rozšiřování druhů je způsobena mimo jiné tím, že Středozemní moře má vlastnosti podobné tropickému moři, tedy Rudému moři a obecněji Indickému oceánu, ale z historických důvodů ho obývaly spíš organismy vlastní studenějšímu Atlantského oceánu. Organismům z Rudého moře se tedy ve Středozemním moři daří lépe než původním druhům.
Migrace nezačala probíhat nárazově hned po otevření průplavu – jako jeho součást totiž vznikly zaplavením solných pánví Velké Hořké jezero a Malé Hořké jezero. První desítky let po jejich vzniku se sůl z jejich dna rozpouštěla takovou rychlostí, že jezera měla výrazně vyšší slanost než Středozemní i Rudé moře (hned po otevření to bylo 68 ‰) a představovala významnou překážku pro migraci organismů.
Postupné snížení slanosti jezer rozšířilo množství organismů schopných proniknout do Středozemního moře, kde se naopak pro příbřežní šíření některých z nich směrem na západ staly překážkou brakické vody u nilské delty, tedy se šířily podél pobřeží spíš na sever.
Tuto druhou překážku oslabilo až vybudování Nové Asuánské přehrady v roce 1971, která snížila rozsah brakických vod v okolí delty.

## Příklady migrujících druhů
- havýš čtyřhranný
- klipka rudomořská
- lulanka Commersonova
- makrelovka indická
- perutýn žoldnéř
- plotos proužkatý